# René van der Gijp
René van der Gijp (ur. 4 kwietnia 1961 w Dordrechcie) – piłkarz holenderski, występujący na pozycji pomocnika.

## Kariera sportowa
W latach 1982–1987 rozegrał 15 meczów w reprezentacji Holandii i strzelił dla niej 2 gole. Z zespołem PSV Eindhoven dwukrotnie zdobył mistrzostwo Holandii (1986, 1987). Z drużyną Neuchâtel Xamax w 1988 mistrzostwo Szwajcarii, a w 1987 Superpuchar Szwajcarii.
Piłkarskimi reprezentantami Holandii byli również jego ojciec Wim van der Gijp i stryj Cor van der Gijp.